# كوستا غافراس

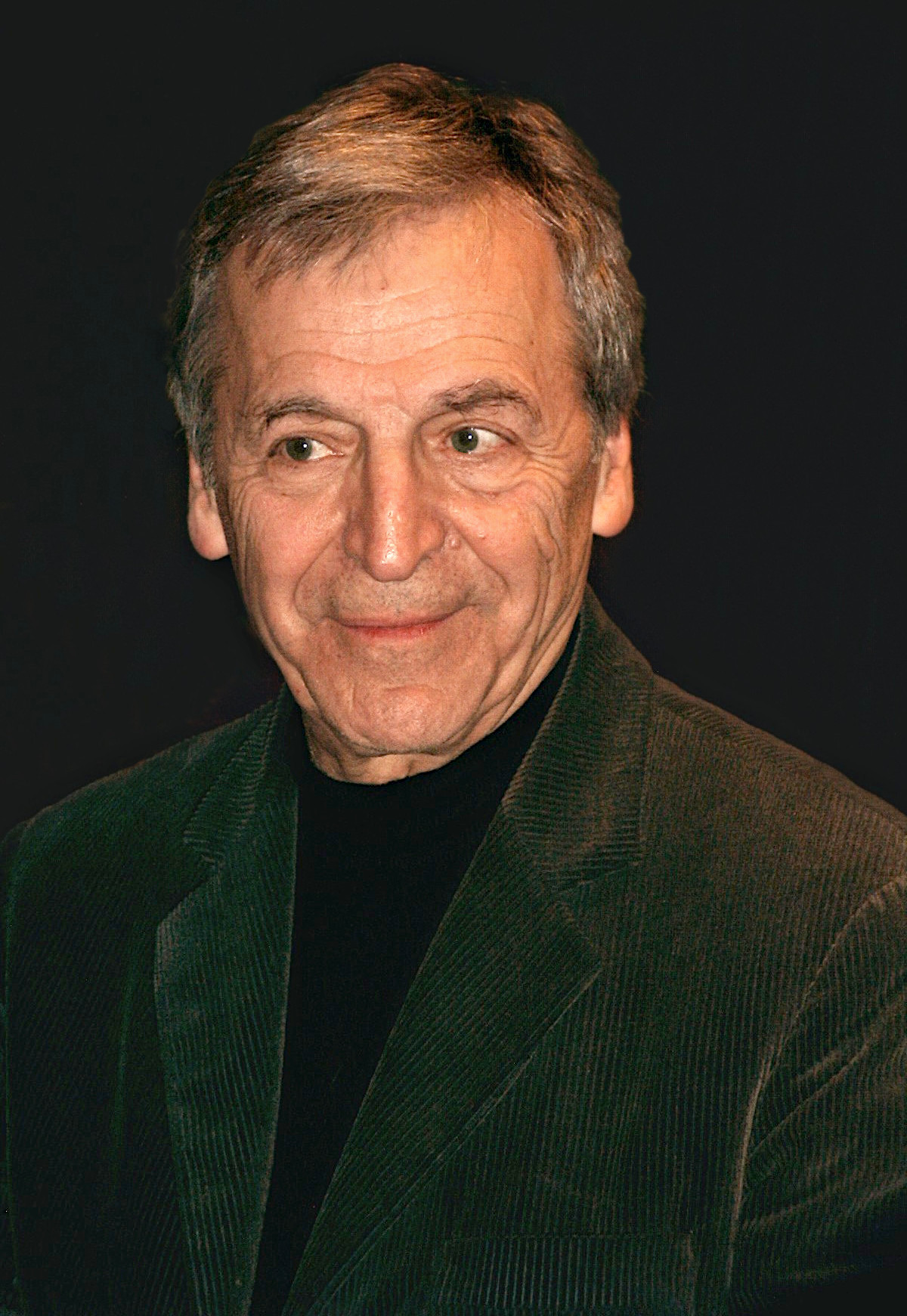
كوستا غافراس

 كوستا غافراس (باليونانية: Κώστας Γαβράς)‏ وهو من مواليد 13 فبراير 1933)، المعروفة باسم كوستا، وهو من مواليد اليونان الفرنسية وهو حاصل على جائزة الأوسكار، واشتهر باللأفلام الصريحه مع الموضوعات السياسية، معظم أفلامه قدمت بالفرنسية؛ أشهرها فيلم السريع، في (1969) والمفقودين (1982) . في عام 2019 تم تكريمه من قبل مهرجان البندقية السينمائي الدولي في دورته الـ 76 لجهوده في تطوير السينما المعاصرة.

## النشأة
كوستا ولد لأسرة فقيرة في قرية اركاديا. كانت عائلته في الحرب العالمية الثانية في قرية في البيلوبونيز، وانتقل إلى أثينا بعد الحرب. والده كان عضوا في الجناح اليساري EAM فرع من اليونانية للمقاومة، وكان قد سجن بعد الحرب كما يشتبه الشيوعية. وكان لدى والده سجل يجعل من المستحيل بالنسبة له حضور الجامعة أو الهجرة إلى الولايات المتحدة، وذلك بعد المرحلة الثانوية ثم ذهب إلى فرنسا، حيث بدأ دراسته للقانون في عام 1951.
في عام 1956، ترك دراسته الجامعية لدراسة السينما في فيلم المدرسة الوطنية الفرنسية، IDHEC، وانه في ظل هذا أصبح مساعدا لمدير جان ورينيه كلير. كذلك بعد عدة مناصب مساعد مدير أول، وأدار أول أفلامه الروائية، Compartiment Tueurs، في عام 1965.

## قائمة أفلامه
1. فإن النوم السيارات القتل (Compartiment Tueurs) (1965)
2. صدمة قوات الأمم المتحدة لحقوق الإنسان trop دي) (1967)
3. ى (1969)
4. L' Aveu (الاعتراف) (1970)
5. حالة حصار (مجلس الدولة الحصار دي) (1972)
6. الباب spéciale (القسم الخاص) (1975)
7. دي كلير والمرأة (1979)
8. المفقودين (1982)
9. حنا ك.)في عام 1983،
10. خان (1988)
11. صندوق الموسيقى (1989)
12. لوس انجليس لرشيق القيامة (1993)
13. lumière الشركة (1995)
14. جنون سيتي (1997)
15. آمين. 2003
16. لو Couperet (2005)
17. شاهد عيان (يضاف)
18. لا حياة أخرى (يضاف)
19. à l' غرب عدن (2009)

## روابط خارجية
- كوستا غافراس على موقع IMDb (الإنجليزية)
- كوستا غافراس على موقع الموسوعة البريطانية (الإنجليزية)
- كوستا غافراس على موقع مونزينجر (الألمانية)
- كوستا غافراس على موقع ألو سيني (الفرنسية)
- كوستا غافراس على موقع تيرنر كلاسيك موفيز (الإنجليزية)
- كوستا غافراس على موقع أول موفي (الإنجليزية)
- كوستا غافراس على موقع قاعدة بيانات الأفلام السويدية (السويدية)
- كوستا غافراس على موقع إن إن دي بي (الإنجليزية)
- كوستا غافراس على موقع ديسكوغز (الإنجليزية)
- كوستا غافراس على موقع قاعدة بيانات الفيلم (الإنجليزية)